# Чебакуль (присілок)
Чебакуль (рос. Чебакуль) — присілок у Кунашацькому районі Челябінської області Російської Федерації.
Входить до складу муніципального утворення Саринське сільське поселення. Населення становить 381 особу (2010).

## Історія
Від 1930 року належить до Кунашацького району, спочатку в складі Башкирської АРСР, а відтак Челябінської області.
Згідно із законом від 12 листопада 2004 року органом місцевого самоврядування є Саринське сільське поселення.

## Населення
| 2002 | 2010 |
| ---- | ---- |
| 367  | ↗381 |